# Кадетская роща
Кадетская роща (укр. Каде́тський гай, Каде́тська роща) — историческая местность в Киеве, через которую протекает ручей с таким же названием (правый приток реки Лыбедь).
Известна с конца XVIII века как Шулявская роща, а после постройки тут в 1857 году Владимирского Киевского кадетского корпуса (Воздухофлотский проспект № 6) — Кадетская роща. Простиралась между Шулявкой, Соломенкой и Чоколовкой, захватывая часть современного Воздухофлотского проспекта и Первомайского жилого массива.
Большая часть рощи вырублена во время Гражданской войны, со временем застроена. Остальная часть — лесопарк между улицей Уманской и железной дорогой. Название Кадетский Гай дано в 1994 году новой улице в новом жилом массиве Турецкий городок.